# Кожова, Ольга Михайловна
Ольга Михайловна Кожова (род. 3 февраля 1931 ― 10 января 2000) ― советский и российский эколог, доктор биологических наук, профессор, Заслуженный деятель науки Российской Федерации, Заслуженный профессор Иркутского государственного университета, директор НИИ биологии ИГУ.

## Биография
Ольга Михайловна родилась 3 февраля 1931 года. Дочь известного учёного, эколога, профессора-байкаловеда Михаила Михайловича Кожова. Детство её и юность прошли на берегах Великого Сибирского озера-моря Байкал. Кожова О. М. посвятила всю свою жизнь исследованию особенностей функционирования уникального озера Байкал, стала достойной преемницей своего отца.
Ольга Михайловна выпускница биологического факультета Иркутского государственного университета (1953).
С 1953 года работала младшим, затем старшим научным сотрудником Лимнологического института СО АН СССР.
О. М. Кожова в 1956 году защитила кандидатскую диссертацию «Фитопланктон озера Байкал».
Докторскую диссертацию «Фитопланктон и формирование гидробиологического режима Байкало-ангарских водохранилищ» она защитила в 1970 году.
В 1969 году Ольга Михайловна была приглашена ректором Иркутского государственного университета, профессором Н. Ф. Лосевым на заведование кафедрой зоологии беспозвоночных.
С 1970 по 1982 год работала директором НИИ биологии при Иркутском государственном университете.
1982―1990 ― заведующая гидробиологической лабораторией Института токсикологии Минлесбумпрома СССР.
В 1990―2000 годах О.М. Кожова работала директором НИИ биологии при Иркутском государственном университете и одновременно профессором кафедры зоологии беспозвоночных.
Организаторские способности Ольги Михайловны и её умелое руководство коллективом, результаты работы, как на кафедре, так и в институте, оказались весьма плодотворными. Она сделала всё возможное, чтобы сохранить и продолжить многолетние работы по экологическому мониторингу Байкала, по режимным наблюдениям за жизнью толщи его вод.
Ольга Михайловна прекрасный педагог. Читала лекции по байкаловедению, гидробиологическому и экологическому мониторингу, общим проблемам экологии. Лекции были насыщены самой современной информацией.
Под руководством Ольги Михайловны защищены более 40 докторских и кандидатских диссертаций. Кожова ― создатель научной школы, признанной во всём мире.
Автор около 900 научных и научно-публицистических работ, включая 14 монографий и двух учебников, редактор многочисленных тематических сборников, коллективных монографий. Ольга Михайловна инициатор создания уникального атласа озера Хубсугул.

## Награды и звания
- Орден «Знак Почёта»

- Медаль «За трудовую доблесть»

- Знак отличия «За заслуги перед Иркутской областью» (1999)

- Доктор биологических наук

- Заслуженный деятель науки Российской Федерации

- Профессор

- Заслуженный профессор Иркутского государственного университета

- Член-корреспондент Академии наук высшей школы (c 1993)

- Награждена 11 медалями ВДНХ